# Marlous Pieëte

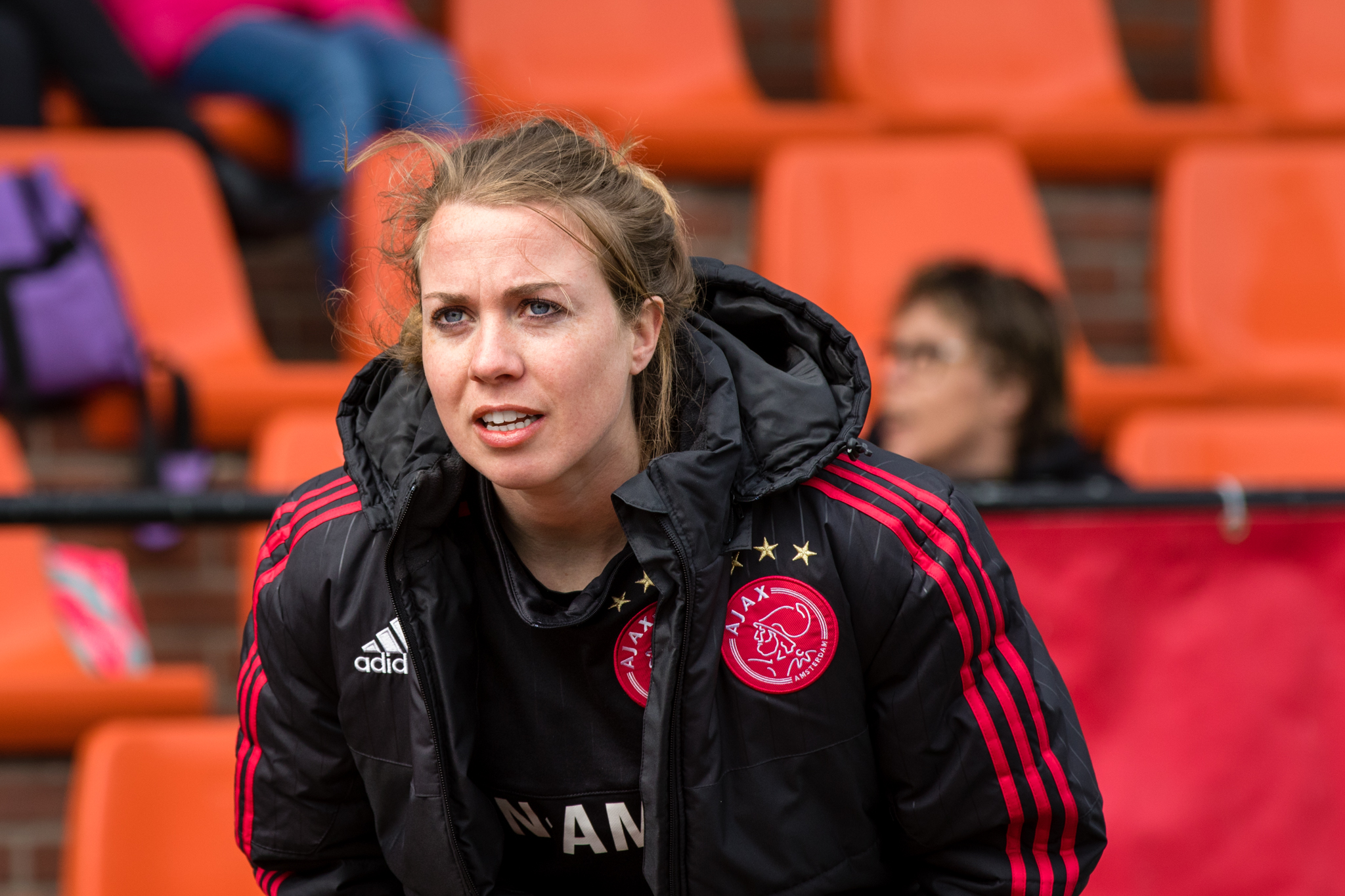
Marlous Pieëte (2016)

Marlous Pieëte (* 19. Juli 1989 in Naarden) ist eine niederländische Fußballspielerin, die seit der Saison 2014/15 beim AFC Ajax Amsterdam Vrouwen in Amsterdam unter Vertrag steht.

## Vereinskarriere
In der Jugend spielte Pieëte bei ihrem Heimatverein VVOG in Harderwijk, einem Weiler in der Gemeinde Opmeer. Ab ihrem fünften Lebensjahr war sie bis einschließlich der U-17 in den Jungenmannschaften des Clubs aktiv. Anschließend ging sie in die Hoofdklasse, die damals höchste Spielklasse, zu Be Quick ’28 nach Zwolle. Mit Einführung der Eredivisie wechselte die auf der linken Seite als Stürmerin oder als offensive Mittelfeldspielerin einsetzbare Pieëte zum FC Twente, mit dem sie 2008 den KNVB-Pokal gewann. In ihrer zweiten Spielzeit in Enschede erzielte sie in 22 Ligaspielen zwölf Tore. Am 20. Juni 2014 kehrte sie dem FC Twente Enschede den Rücken und wechselte zu den AFC Ajax Amsterdam Vrouwen.

## Nationalmannschaft
Nachdem sie bereits in der U-17-Nationalmannschaft gespielt hatte, debütierte Pieëte am 13. September 2006 in der U-19-Elf der Niederlande mit einem starken Spiel gegen Belgien; beim Qualifikationsturnier in Litauen für die Europameisterschaft erzielte sie im Match gegen Kroatien zwei der acht Tore des Oranje-Teams. Am 5. März 2009 trat sie erstmals in der A-Nationalmannschaft an. Dem Match gegen Russland folgten zwei weitere, ehe sie am 11. Juli beim 5:0-Sieg gegen die Schweiz bei einem Vier-Nationen-Turnier in Amsterdam ihr bislang einziges Tor in der A-Elf erzielte. Bondscoach Vera Pauw berief sie in den Kader für die EM-Endrunde; bis zum Beginn des Turniers war sie achtmal in der Nationalmannschaft aufgelaufen.

## Erfolge

### Im Verein
- Niederländischer Pokalsieger 2008 (FC Twente)

### In der Nationalmannschaft
- Teilnahme an der EM-Endrunde 2009